# Staré Rudolfinum (Hradec Králové)
Staré Rudolfinum je neoklasicistní budova v Hradci Králové. V současnosti je objekt pod správou SPŠ, SOŠ a SOU Hradec Králové, Hradební 1029, do roku 2019 zde bylo odloučené pracoviště odborného výcviku elektro oborů. 

## Historie

### Původní zástavba
Na místě budovy se nacházel původně hradní areál, konkrétně čtyři malé domky, které byly zbořeny roku 1423 husity. Na jejich místě byl postaven velký dům, nazývaný též nárožní proti hradu. Dům původně patřil Vokrouhlickým z Divišova, ti jej v 17. století prodali Václavu Zárubovi z Hustířan za 1 000 kop míšeňských. Objekt roku zakoupil 1618 Bernard Jestřibský z Rýzmburka. Na přelomu 18. a 19. století byla fasáda domu přestavěna a opticky spojila objekt se sousedním domem čp. 191. Majitelé domu byli stále rozdílní. V roce 1814 oba domy vyhořely během velkého požáru města.

### Staré Rudolfinum
Počátkem 80. let 19. století oba domy odkoupilo královéhradecké biskupství v čele s Janem Josefem Haisem. Domy byly zbořeny a na jejich místě postaven diecézní ústav pro hluchoněmé děti, který byl slavnostně vysvěcen 17. dubna 1881. Budova byla pojmenována Rudolfinum na oslavu sňatku korunního prince Rudolfa. Velmi brzy však přestala tato budova vyhovovat a ústav byl v letech 1901–1902 přestěhován do budovy nového Rudolfina na dnešní Pospíšilově třídě. Do starého Rudolfina byla přestěhována Vyšší odborná škola ženská pro hospodářská povolání, rodinné školy, pokračovací školy pro učednice oděvních živností, ústav učitelek domácích nauk a škola vychovatelská. Krátce zde byla umístěna i finanční správa. 
V roce 1911 v prvním patře začalo sídlit dívčí lyceum. Za druhé světové války se do budovy vrátil ústav pro hluchoněmé, protože nové Rudolfinum muselo být uvolněno německé mládeži. Od roku 1960 zde začal sídlit internát. V roce 1960 žáků pedagogických a odborných škol. Roku 1987 byla budova prohlášena kulturní památkou. V roce 1992 byla zrestaurována fasáda.

## Popis
Jedná se o nárožní dvoupatrový dům s hlavním pravidelně sedmiosým průčelím do Dlouhé ulice, jednoosým okoseným nárožím a dvojosým průčelím do Zieglerovy ulice.